# علي باش حانبة

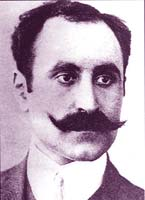
علي باش حانبة

علي باش حانبة صحفي ورجل سياسة تونسي. ولد عام 1876 بمدينة تونس وتوفي في 29 أكتوبر 1918 بإسطنبول في تركيا. يعد من أحد  الشخصيات المؤسسة للحركة القومية التونسية ومن مؤسسي حركة الشباب التونسي.
ينحدر علي باشا من أسرة ميسورة الحال من أصول تركية وكان والده من أعوان الوزير (مصطفى بن إسماعيل). تلقى تعليمه بالمدرسة الصادقية ليلتحق بجامعة باريس حيث أتم دراسته الجامعية وحصل منها على إجازة في القانون. إشتغل في بادئ الأمر مكلفا بالعقار والحبوس قبل أن ينتقل لمزاولة مهنة المحاماة. 
بدأ نشاطه الاجتماعي والسياسي سنة 1906 ، عندما إنخرط في «جمعية قدماء المدرسة الصادقية» و أصبح من قيادييها رفقة البشير صفر. وهكذا راح يدعو إلى النهوض بالتونسيين لتعميم الحداثة وتوجيههم توجيها قومياً، وإتخذت دعوته أسلوباً عملياً منظماً من خلال المساهمة في بعث منابر جديدة للحوار والتبليغ منها وتنظيم عدة ندوات. 
في 7 فبراير 1907 أسس الجريدة الأسبوعية «التونسي / Le Tunisien» وقد كانت تصدر باللغة الفرنسية وتولى رئاسة تحريرها. في العدد الأول من الجريدة نشر برنامج حركة الشباب التونسي فإتسم أسلوبها في بداية الأمر (1905/ 1910) بمهادنة حكومة الحماية والتقرب من اليسار الفرنسي والذي كان من بين منتسبيه متعاطفون مع القضية التونسية.